# Pedro Bobadilla
Pedro Bobadilla Escobar (Villeta, Departamento Central, Paraguay; 25 de abril de 1865- Asunción, Paraguay; 21 de abril de 1942) fue un político y abogado paraguayo. Ejerció como vicepresidente de Paraguay entre 1912 y 1916 durante el período constitucional del presidente Eduardo Schaerer. Fue un distinguido abogado, y también formó parte de los primeros fundadores del Centro Democrático (hoy Partido Liberal Radical Auténtico) en 1887.

## Biografía
Su niñez transcurrió entre los horrores de la gran guerra, a la que sobrevivió. Siguió estudios religiosos, los que suspendió para dedicarse a la docencia, fundando un centro educativo, denominado Instituto Paraguayo y que luego, fue incorporado al Colegio Nacional de la Capital.
Como político, participó de la fundación del Partido Liberal, nucleación que llegó a presidir. Actuó en la judicatura, en diversas funciones y fue presidente del Superior Tribunal de Justicia. Como catedrático, llegó a ejercer el rectorado de la Universidad Nacional de Asunción.
Por su renombrada capacidad intelectual, ocupó importantes cargos públicos tal como “Presidente del Superior Tribunal de Justicia”, Ministro de Justicia, Culto e Instrucción Pública”y ejerció el rectorado de la Universidad Nacional de Asunción
Dentro de su proficua labor como docente, junto a otro destacado docente villetano, el Profesor y Primer Escribano Público Universitario Don Ezequiel Giménez, fundan El Colegio Privado Instituto Paraguayo, que luego fue incorporado al Colegio Nacional de la Capital donde ambos siguieron proveyendo de la luz de la sabiduría a varias generaciones de estudiantes.